# Boris Kagarlickij
Boris Jul'evič Kagarlickij (in russo Бори́с Ю́льевич Кагарли́цкий?; Mosca, 29 agosto 1958) è un filosofo e storico russo, teorico e sociologo marxista che è stato un dissidente politico nell'Unione Sovietica. Socio del Transnational Institute, Kagarlisky ospita un canale YouTube Rabkor, associato al suo quotidiano online con lo stesso nome.

## Biografia
La sua famiglia paterna discende da Il'ja Kagarlickij, un uomo d'affari ebreo di successo della città ucraina di Kaharlyk. Sua madre proviene da una famiglia cristiana ortodossa.

### Nei samizdat
Negli anni '70 ha studiato critica teatrale presso lo State Institute of Theatrical Art (GITIS), prima di essere espulso per attività dissidenti nel 1980. Ha poi lavorato come postino, 
si  è ancor più interessato a leggere la letteratura marxista non ortodossa, vietata in URSS, in particolare Herbert Marcuse. In gioventù le sue opinioni politiche furono fortemente influenzate dal libro di GG Vodolazov, pubblicato nel 1969, “Da Černyševskij a Plechanov" (sulle caratteristiche del pensiero socialista in Russia). La sua direzione della rivista samizdat Levyj Povorot (Svolta a sinistra) dal 1978 al 1982 e i contributi al samizdat Varianty (Varianti) nello stesso periodo, portarono al suo arresto per attività "antisovietiche" nel 1982. Fu graziato e rilasciato nel 1983.
Nel 1988 ha pubblicato il suo libro The Thinking Reed: Intellectuals and the Soviet State From 1917 to the Present, che ha vinto il Deutscher Memorial Prize.

### Opposizione a El'cin
Nel 1988, dopo l'ascesa di Michail Gorbačëv e la perestrojka, gli fu permesso di riprendere gli studi al GITIS, diplomandosi nello stesso anno, e divenne coordinatore del Fronte popolare (in russo Московский народный фронт?, Moskovskij Nardonyj Front). Nel 1990 è stato eletto al Soviet della città di Mosca e all'esecutivo del Partito socialista (URSS)  (in russo Социалистическая партия?, Socialističeskaja partija). Ha co-fondato il Partito del Lavoro (Russia) (in russo Партия труда?, Patrija truda) nell'ottobre 1992. Nell'ottobre 1993, l'ex dissidente sovietico è stato arrestato, con altri due membri del suo partito, per la sua opposizione al presidente Boris El'cin durante la crisi costituzionale di settembre-ottobre, ma è stato rilasciato il giorno successivo dopo le proteste internazionali. Nello stesso anno, il suo lavoro e il Soviet della città di Mosca furono aboliti dalla nuova costituzione di El'cin. Gli eventi e le sue esperienze durante questo periodo epocale sono documentati nel suo libro Square Wheels: How Russian Democracy Got Derailed.

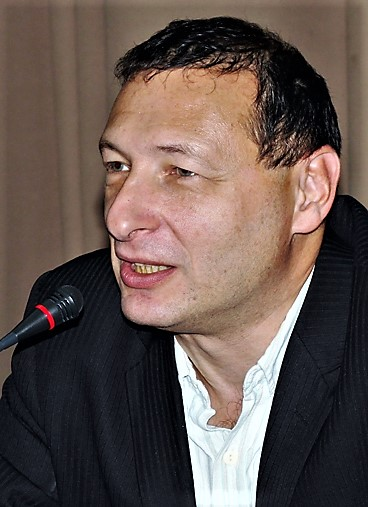
Boris Kagarlickij nel 2011

Dal 1994 al 2002 è stato ricercatore senior presso l'Institute for Comparative Political Studies dell'Accademia Russa delle Scienze (ISPRAN). Ha conseguito nel 1995 il dottorato per la sua tesi "Azioni collettive e politiche del lavoro in Russia negli anni '90", e ha insegnato scienze politiche all'Università statale di Mosca, alla Scuola di scienze sociali ed economiche di Mosca e all'Istituto di sociologia dell'Accademia Russa delle Scienze.
Kagarlickij è il direttore dell'Institute of Globalization Studies and Social Movements (IGSO) e redattore capo di Levaja Politika (Politica di sinistra) trimestrale a Mosca. Attivo nel giornalismo in numerose altre pubblicazioni - The Moscow Times, Novaja Gazeta, Vek, Vzglyad.ru, Computerra - e ha anche tenuto conferenze in università in Russia e negli Stati Uniti.
Il 29 settembre 2021 è stato arrestato per aver rilanciato su Facebook un appello del Partito Comunista della Federazione Russa a partecipare alle manifestazioni del 20 e 25 settembre 2021 contro la falsificazione dei risultati delle elezioni della Duma di Stato, ed è stato arrestato per 10 giorni per aver organizzato un raduno non autorizzato.

### Contro l'invasione in Ucraina
Il 24 febbraio 2022, dopo l'invasione russa dell'Ucraina, condanna la guerra e prevede la sconfitta della Russia e catastrofiche conseguenze economiche e sociali. È stato criticato da Michail Vasil'evič Popov, filosofo russo favorevole invece all'invasione.
Kagarlickij è firmatario del "Manifesto della Coalizione dei Socialisti contro la Guerra" pubblicato il 4 marzo 2022 sul sito web di Rabkor,, testo tradotto e pubblicato (in francese) nella Revue Ballast e LeftEast (in inglese). Su YouTube pubblica un video contro la guerra che non ha cancellato nonostante il rischio di querela. Il 6 maggio 2022, il ministero della Giustizia russo ha aggiunto Kagarlickij all'elenco dei media classificati come "agenti stranieri".

### Di nuovo arrestato
Il 25 luglio 2023, il Servizio di sicurezza federale della Russia (FSB) ha avviato un procedimento penale contro Kagarlickij con l'accusa di "giustificazione del terrorismo" (rischio dai cinque ai sette anni di carcere). Il 26 luglio 2023 è stato arrestato nell'ambito di una più ampia repressione delle voci critiche nei confronti dell'invasione russa dell'Ucraina.  È stato portato a Syktyvkar, nella Repubblica dei Komi (1.300 km a nord-est di Mosca). Viene rilasciato il 12 dicembre successivo dietro il pagamento di una multa di 609.000 rubli, per poi essere condannato in appello del pubblico ministero a cinque anni di reclusione, il 13 febbraio 2024.

## Vita privata
È sposato con Irina Viktorovna Gluščenko, giornalista, professore associato presso la Facoltà di Lettere e Filosofia e la Scuola di studi culturali presso la Scuola superiore di economia. Dal matrimonio sono nati due figli: Jurij (nato nel 1986) e Ksenija.

## Opere
- Thinking Reed: The Intellectuals and the Soviet State 1917 to the Present, Verso Books, 1989, ISBN 0860919617
- The Dialectic of Change, Verso Books, 1990, ISBN 0860919617
- Farewell Perestroika: A Soviet Chronicle, Verso Books, 1990, ISBN 0860912922
- The Disintegration of the Monolith, Verso Books, 1993, ISBN 0860915735
- Square Wheels: How Russian Democracy Got Derailed, Monthly Review Press, 1994, ISBN 0853458928
- Mirage of Modernization, Monthly Review Press, 1995, ISBN 0853459126
- Restoration in Russia: Why Capitalism Failed, Verso Books, 1995, ISBN 1859849628
- Globalization and Its Discontents: The Rise of Postmodern Socialisms, insieme con Roger Burbach e Orlando Nunez, Pluto Press, 1997, ISBN 0745311709
- New Realism, New Barbarism: Socialist Theory in the Era of Globalization, Pluto Press, 1999, ISBN 0745315569
- The Return of Radicalism: Reshaping the Left Institutions, Pluto Press, 1999, ISBN 0745315917
- The Twilight of Globalization: Property, State and Capitalism, Pluto Press, 2000, ISBN 074531581X
- Russia Under Yeltsin and Putin: Neo-Liberal Autocracy, Pluto Press, 2002, ISBN 0745315070
- The Politics of Empire: Globalisation in Crisis, insieme con Alan Freeman, Pluto Press, 2004, ISBN 0745321836
- Empire of the Periphery: Russia and the World System, Pluto Press, 2007, ISBN 074532682X
- Back in the USSR (What Was Communism?), Seagull Books, 2009, ISBN 9781906497279
- From Empires to Imperialism: The State and the Rise of Bourgeois Civilisation, Routledge, 2014, ISBN 9781138778856
- Russia, Ukraine and Contemporary Imperialism, Routledge, 2019, ISBN 0367231085
- Between Class and Discourse: Left Intellectuals in Defence of Capitalism, Routledge, 2020, ISBN 0367562707
- Dove va la Russia, Di Renzo Editore, 2023, ISBN 9788883235016